# Шодуар
Шодуар (фр. Chaudoir) — русский баронский род.
Род записан в V часть родословной книги Волынской губернии.

## Происхождение и история рода
Род ведёт начало от Иоанна-Иосифа Антоновича Шодуара, переселившегося в Польшу из Баварского королевства. Он пожалован в баронское достоинство баварским королём Максимилианом-Иосифом в 1814 г. Иоанну-Иосифу (Ян Йозеф Шодуар) и сыну его Станиславу (известный нумизмат) дарованы права гражданства и дворянства в Царстве Польском Высочайшими Постановлениями Государя Императора и Царя Александра I, первому 17 (29) Ноября 1819 года, а последнему 10 (22) Февраля 1820 года.

## Описание герба
На щите немецком, под баронской короной, в голубом поле, внизу два золотые пояса, на верхнем из них вороной конь, скачущий вправо. Над короной два шлема с золотыми решётками, увенчанные золотыми дворянскими коронами; в навершии первого сирена, влево, с обнажённым мечом вправо; в навершии второго, выходящий вороной конь, вправо, между двух слоновых золотых хоботов. Намёт голубой с золотым подбоем. В опорах: на каменном подкладе два лежащие вороные коня, головами к щиту оборотившиеся.
Герб Шодуар внесён в Часть 1 Гербовника дворянских родов Царства Польского, стр. 118.

## Известные представители рода Шодуар
- Шодуар, Ян Йозеф (Иоанн-Иосиф; 1746—1839) — купец, барон.
  - барон Шодуар, Станислав Иванович (1790—1858) — русский археолог, коллекционер-нумизмат, энтомолог, библиофил.
    - барон Шодуар, Максимилиан (1816—1881) — русский энтомолог.
      - барон Шодуар, Иван Максимилианович (1858—1919) — помещик Волынской губернии, художник, меценат.